# Need for Speed: The Run
Need for Speed: The Run är ett racingspel och är det artonde spelet i spelserien Need for Speed. Spelet släpptes den 15 november 2011 i Nordamerika och 18 november i Europa. Need for Speed: The Run utvecklades av EA Black Box och släpptes av Electronic Arts. 

## Handling
Spelet kretsar kring Jack Rourke, som är i knipa. Han är skyldig en del personer pengar och i spelets början saknar Jack 25 miljoner. Nu kräver de som lånat ut pengar till Jack tillbaka dem. För att lyckas blir Jack tvungen att köra riskabla landsvägsrace, undvika polisen och tävla mot många andra deltagare.